# Drapeau de l'Algérie

Le pavillon des Forces navales algériennes.

Le drapeau de l'Algérie, est constitué de deux bandes verticales d'égale largeur, verte à la hampe et blanche au vent, et comporte en son milieu un croissant rouge entourant une étoile à cinq branches, issus du symbolisme islamique. Diverses versions prétendent retracer la création du drapeau actuel et le font remonter à la fin des années 1920 ou au milieu des années 1930, il a connu diverses ébauches au cours de l'histoire du mouvement national algérien avant d'acquérir sa forme actuelle.
Il devient le drapeau officiel du Front de libération nationale (FLN) et du Gouvernement provisoire de la République algérienne (GPRA) durant la guerre d'Algérie puis de l'État algérien indépendant en 1962. Ses caractéristiques précises, au niveau des motifs et des proportions, sont définies officiellement le 25 avril 1963 par la loi 63-145.

## Description

Construction détaillée après 1963.

Le drapeau algérien est défini en ces termes dans l'article 5 de la constitution algérienne :

« L'emblème national et l'hymne national sont des conquêtes de la Révolution du 1er novembre 1954. Ils sont immuables. Ces deux symboles de la Révolution, devenus ceux de la République, se caractérisent comme suit : l'emblème national est vert et blanc frappé en son milieu d'une étoile et d'un croissant rouges. »

La longueur du rectangle est égale à une fois et demie sa largeur (hauteur du drapeau) ; le rectangle est divisé selon la petite médiane en deux moitiés : la moitié de couleur verte est placée à l'intérieur contre la hampe, alors que la moitié de couleur blanche est placée à l'extérieur.
L'étoile est à cinq branches. Elle est inscrite dans un cercle dont le rayon est égal au huitième de la hauteur du drapeau. Elle se détache entièrement sur le fond blanc du drapeau, deux pointes sont sur la petite médiane du rectangle et une pointe sur la grande médiane.
Le rayon du cercle extérieur du croissant est égal au quart de la hauteur du drapeau. Le rayon du cercle intérieur du croissant est égal au cinquième de la hauteur du drapeau. Les deux pointes du croissant délimitent un grand arc égal aux cinq sixièmes de la circonférence du cercle extérieur. Le centre du cercle extérieur du croissant est au centre du rectangle.
Le vert doit être d'une composition à égalité de jaune et de bleu ayant, selon le diagramme de contraste de Rood, une longueur d’onde de 5,411 et la position 600 sur le spectre normal. Le rouge doit être pur, de couleur primaire indécomposable, et exempt de bleu et de jaune ayant selon le diagramme sus indiqué, une longueur d’onde de 6,562 et la position 285 sur spectre normal. Ces couleurs peuvent être codifiés de la façon suivante :
| Construction    | Rouge     | Vert     | Blanc       |
| --------------- | --------- | -------- | ----------- |
| Pantone Inc.    | 186       | 356      | Sans        |
| Rouge vert bleu | 210-16-52 | 0-102-51 | 255-255-255 |

## Symbolisme
Le drapeau se veut une mise en valeur de l'héritage culturel de l'Algérie ; il existe diverses interprétations de ses éléments. Selon Malek Chebel, le vert représente l'islam et le blanc la pureté. Pour Pierre Lux-Wurm, le vert et le blanc évoquent les premières bannières de l'islam, du temps du prophète Mahomet. Le croissant et l'étoile peuvent être vus, respectivement, comme symboles de la lumière périodique et de la lumière permanente.
Selon Khaled Merzouk, la bande de couleur verte représente la verdure (terre et agriculture). Le blanc représente la paix. Le croissant et l'étoile rouge sont des symboles musulmans. L'étoile représente plus spécifiquement les cinq piliers de l'islam. Benjamin Stora avance aussi le fait que, à l'origine, les trois couleurs du drapeau représentaient les trois pays du Maghreb et l'union nord-africaine.

## Histoire

### Origine du drapeau actuel
L'Étoile nord-africaine (ENA) est fondée en 1926 ; c'est une association de travailleurs militant pour l'émancipation de l'Algérie, présidée par Messali Hadj et qui compte comme membre le petit-fils de l'Émir Abd el-Kader, Khaled el-Hassani ben el-Hachemi. Cette structure cherche très tôt à donner un emblème au mouvement algérien, dès 1926 avec un drapeau à dominante verte comportant la mention « l'Algérie notre pays, l'arabe notre langue et l'islam notre religion ». Les partisans de l'ENA s'inspirent des symboles et des figures de la résistance à la colonisation du XIXe siècle. Ainsi, ils considèrent l'Émir Abd el-Kader comme une figure qui a tenu un drapeau algérien.
L'histoire de la création du drapeau actuel a donné lieu à plusieurs hypothèses. Benjamin Stora explique que c'est lors d'une réunion de l'ENA, en 1934, chez le militant Benachenhou Hocine, que sont choisies les couleurs du drapeau et qu'Émilie Busquant est alors chargée de sa couture.  Cependant, selon René Gallissot et Anissa Bouayed, la première apparition du drapeau algérien remonte aux manifestations syndicales algériennes, où ce drapeau (vert et blanc marqué d'une étoile et d'un croissant rouge) dans les défilés du 1er mai, dès 1919 et 1920, sur les territoires français et algériens,.
Chawki Mustaphai est également réputé pour avoir pensé conçu et créé le premier drapeau algérien,,.

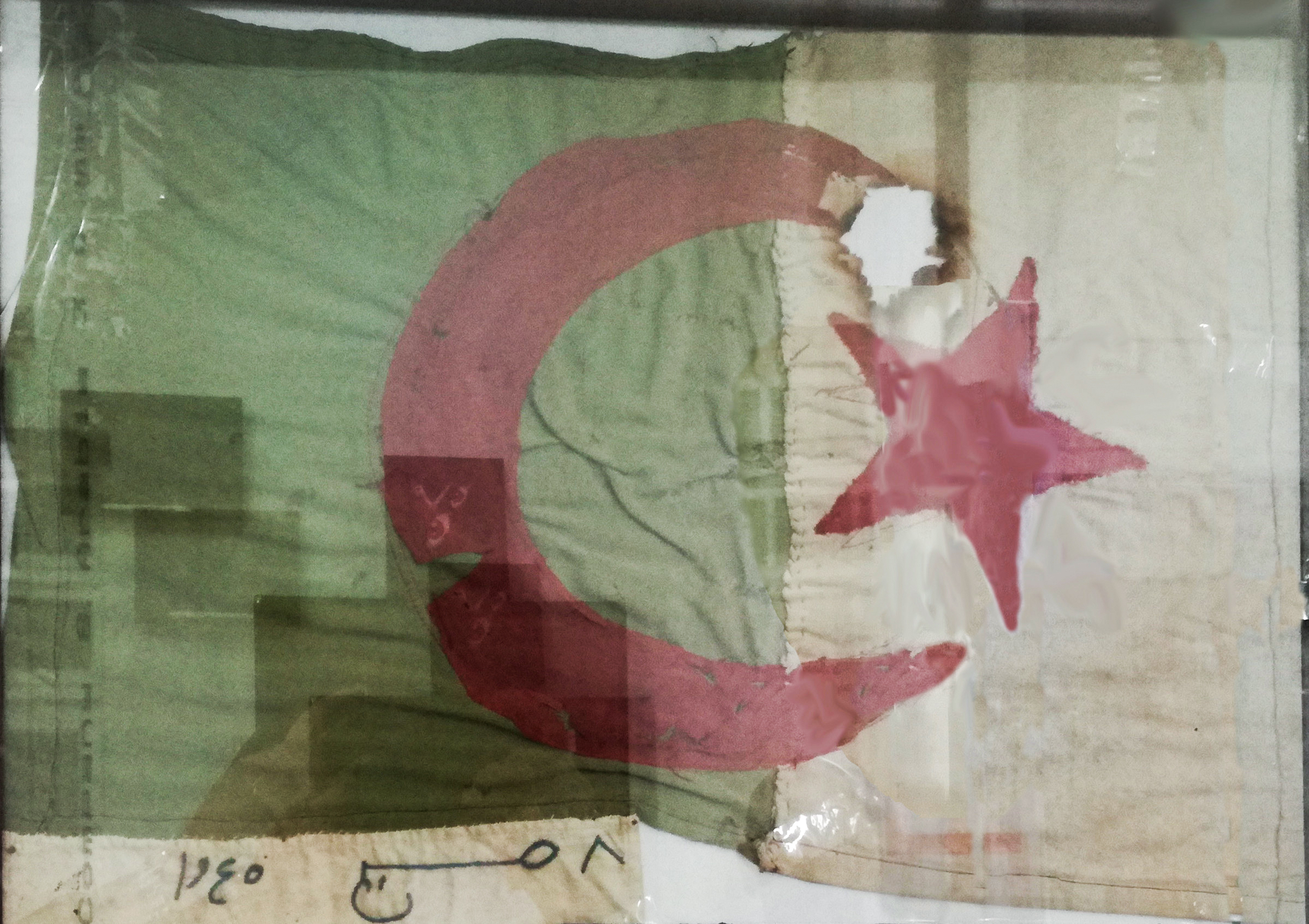
« L'emblème national porté par le chahid Bouzid Saâl lors des manifestations du 8 mai 1945 » (Musée du moudjahid de Sétif)

Une étude de l'historien Mohamed Ghnanèche rapporte qu'en 1940 un autre drapeau a été adopté, avec l'étoile de couleur rouge et le croissant de couleur blanche, situés en haut du rectangle. Il aurait été par la suite transformé par le Parti du peuple algérien (PPA) pour acquérir sa forme actuelle en 1943. Selon Achour Cheurfi, la conception du drapeau actuel revient aux indépendantistes du PPA qui ont chargé vers 1944 un groupe d'études restreint de présenter un drapeau, qui sera hissé pour la première fois lors des manifestations de Sétif. Lors de ces événements, il est porté par Saal Bouzid, un étudiant qui est ensuite assassiné par la police française. Cet exemplaire du drapeau a été confectionné les jours précédant l'événement par les militants du PPA. Le rapport de la commission Tubert décrit ce drapeau, saisi par la police : « les manifestants de Sétif portaient un drapeau algérien tricolore rouge (à la hampe) blanc et vert avec un croissant et une étoile rouge à cheval sur le blanc et le vert ».

Une des nombreuses ébauches des milieux nationalistes algériens.
Ébauche incertaine attribuée aux révoltes de Sétif le 8 mai 1945.
Drapeau du GPRA (1958–1962).

Le drapeau vert et blanc marqué d'une étoile et d'un croissant rouge est repris par le FLN qui mena la lutte contre la France et il est ensuite adopté en 1958 par le Gouvernement provisoire de la République algérienne (GPRA). Il est hissé à la conférence de Monrovia (à laquelle participe le GRPA) en août 1959, où il est reconnu officiellement par plusieurs pays africains. Il est par la suite officialisé et normalisé par l'État algérien selon la loi du 25 avril 1963.

## Protocole
Aujourd’hui, le drapeau algérien est visible sur tous les bâtiments publics et militaires. Il flotte aussi sur les sièges des organisations régionales et internationales ainsi que sur les bâtiments abritant les représentations algériennes dans le monde. Le drapeau algérien est déployé lors des commémorations nationales et les honneurs lui sont rendus selon un cérémonial bien précis. On retrouve aussi le drapeau algérien dans chaque classe d'école.
Les jours où la parade du drapeau sur les bâtiments publics est rendue obligatoire par la loi sont les suivants :
L’article 160 bis du Code pénal punit toute personne qui « volontairement et publiquement déchire, mutile ou profane » d'une peine de 5 à 10 ans d'emprisonnement.

## Déclinaisons
Les couleurs et les symboles du drapeau sont repris dans d'autres symboles de l'Algérie comme les armoiries qui, à leur base, comportent le croissant et l'étoile du drapeau. En outre, l'armée algérienne reprend le symbole national pour ses étendards comme celui de la marine et la cocarde des équipements militaires. De plus, la plupart des partis politiques reprennent les couleurs du drapeau ou le drapeau lui-même, notamment le Front de libération nationale (FLN) et le Rassemblement national démocratique (RND) qui sont les partis au pouvoir.
Par ailleurs, beaucoup de blasons de villes comme Alger ou Oran reprennent les motifs du drapeau. Les timbres postaux emploient aussi régulièrement les symboles du drapeau. D'une manière générale le drapeau, de par le combat pour l'émancipation du peuple algérien qu'il symbolise, reste un symbole respecté « de liberté retrouvée » aux yeux de la population algérienne.

Cocarde utilisée dans l'armée algérienne.
Étendard présidentiel d'Algérie.

#### Vexillologie
- Pierre Lux-Wurm, Les drapeaux de l’islam, Buchet-Chastel, 2001, 350 p. (ISBN 978-2-283-01813-2)
- Houari Touati, Aux origines du drapeau algérien : une histoire symbolique, Editions Zaytūn, 2014, 183 pages + cahier iconographique de 116
- Bernard Dubreuil, Les pavillons des États musulmans : Volume 1 de Université Mohammed V.: Publications de la Faculté des lettres et des sciences humaines de Rabat, Centre universitaire de la recherche scientifique, 1965, 91 p.

#### Historique
- Mahfoud Kaddache, Histoire du nationalisme algérien : vol. 1, Paris/Alger, Paris-Méditerranée, 2003, 981 p. (ISBN 2-84272-169-1)
- Maurice Verillon, Les Trophées de la France, Leroy, 1907, 154 p.
- Louis Rinn, Histoire de l'insurrection de 1871 en Algérie, Librairie Adolphe Jourdan, 1891, 672 p.
- Khaled Merzouk, Messali Hadj et ses compagnons a Tlemecen : récits et anecdotes de son époque, 1898-1974, El Dar El Othmania, 2008, 598 p.
- Achour Cheurfi, La révolution algérienne (1954-1962) : Dictionnaire biographique, Casbah éditions, 2004, 495 p. (ISBN 978-9961-64-478-2)
- René Gallissot et Anissa Bouayed, Algérie. Engagements sociaux et question nationale : de la colonisation à l'indépendance de 1830 à 1962, Éditions de l'Atelier, 2006, p. 148
- Malek Chebel, Dictionnaire des symboles musulmans, Éditions Albin Michel, 2001

 : document utilisé comme source pour la rédaction de cet article.